# Мякинкино
Мяки́нкино — деревня в Староладожском сельском поселении Волховского района Ленинградской области.

## История
Впервые упоминается в Писцовой книге Водской пятины 1500 года как деревня Мякинино Ладожица в Пречистенском Городенском погосте Ладожского уезда.
На карте Санкт-Петербургской губернии Ф. Ф. Шуберта 1834 года она обозначена как деревня Мякинкино.

МЯКИНКИНО — деревня принадлежит коллежскому советнику Томилову, число жителей по ревизии: 41 м. п., 35 ж. п. (1838 год)

На карте профессора С. С. Куторги 1852 года отмечена деревня Мякинкино.

МЯКИНКИНО — деревня господина Томилова, по просёлочной дороге, число дворов — 15, число душ — 49 м. п. (1856 год)

МЯКИНКИНО — деревня владельческая при реке Ладожке, число дворов — 15, число жителей: 60 м. п., 61 ж. п. (1862 год)

Согласно епархиальным сведениям 1899 года деревня относилась к приходу Алексеевской церкви при Успенском женском монастыре (Успения Пресвятой Богородицы) в селе Старая Ладога.
В конце XIX века Мякинкино административно относилась к Михайловской волости 1-го стана Новоладожского уезда Санкт-Петербургской губернии, в начале XX века — 2-го стана.
По данным «Памятной книжки Санкт-Петербургской губернии» за 1905 год деревня Мякинкино входила в Успенское сельское общество.
С 1917 по 1919 год деревня входила в состав Успенского сельсовета Михайловской волости Новоладожского уезда.
С 1919 года в составе Октябрьской волости Волховского уезда.
С 1924 года в составе Староладожского сельсовета.
Согласно данным переписи населения СССР 1926 года в деревне Мякинкино проживали 163 человека — все русские.
С 1927 года в составе Волховского района.
В 1929 году в деревне был организован колхоз «Трудовик», в него вступили 17 семей.
По данным 1933 года деревня называлась Макинкино и входила в состав Староладожского сельсовета Волховского района.
В 1939 году население деревни составляло 215 человек.
В 1940 году колхоз имел несколько животноводческих ферм, насчитывающих около 200 голов скота. До войны в колхозе действовала дождевальная установка. По чугунным трубам вода насосом подавалась на овощные поля. За хорошие урожаи ему было предоставлено право участвовать во Всесоюзной сельскохозяйственной выставке. В домах колхозников появились радиоприёмники, патефоны, велосипеды, мягкая мебель.

План деревни Мякинкино. 1941 год

Согласно топографической карте РККА 1941 года деревня насчитывала 41 двор.
В 1958 году население деревни составляло 140 человек.
По данным 1966, 1973 и 1990 годов деревня Мякинкино также входила в состав Староладожского сельсовета Волховского района.
В 1997 году в деревне Мякинкино Староладожской волости проживали 80 человек, в 2002 году — 98 человек (русские — 93 %).
В 2007 году в деревне Мякинкино Староладожского СП — 81 человек.

## География
Деревня находится в северо-западной части района на автодороге 41К-196 (Старая Ладога — Трусово), к северо-западу от центра поселения села, Старая Ладога.
Расстояние до административного центра поселения — 2 км. Ближайший населённый пункт — смежная деревня Ахматова Гора.
Расстояние до ближайшей железнодорожной станции Волховстрой I — 15 км.
Деревня находится на левом берегу реки Елена (Ладожка).

## Демография
| 1862 | 2007 | 2010 | 2017 |
| ---- | ---- | ---- | ---- |
| 121  | ↘81  | ↗86  | ↗98  |

### Национальный состав
Согласно данным Всероссийской переписи населения 2021 года в деревне проживали 94 человека, из них:
 русские — 92, греки — 2 человека.